# Bechsteinara
Der Bechsteinara  oder Große Soldatenara (Ara ambiguus) ist ein Vogel aus der Familie der Eigentlichen Papageien (Psittacidae) und der Gattung der Eigentlichen Aras (Ara).

## Beschreibung
Der Bechsteinara ist 85 cm groß, sein Gefieder hauptsächlich oliv-grün. Die Stirn ist rot. Das nackte Gesicht ist mit feinen Federstricheln besetzt, die an den Zügeln rot und unterhalb des Auges schwarz sind. Die Schwungfedern sind blau und haben große Flügeldecken mit blauer Kante. Die Schwanzfedern sind von kastanienrot bis hin zu blau an der Spitze. Die oberen Schwanzdeckfedern sind bläulich. Der Schnabel ist schwarz mit grauer Spitze. Die Füße sind dunkelblau und die Iris gelblich-grau. Die beiden Unterarten unterscheiden sich kaum. Ara ambiguus guayaquilensis ist etwas kleiner und der Schnabel ist schmaler. Vom Soldatenara unterscheidet sich der Bechsteinara neben der Größe durch das gelblichere Gefieder.

## Systematik und Verbreitung
Es werden zwei Unterarten unterschieden:
- Ara ambiguus ambiguus – von Nordost-Nicaragua bis nach Chocó in Mittel-Kolumbien
- Ara ambiguus guayaquilensis – von West-Ecuador bis Südwest-Kolumbien

## Lebensraum
Die Bechsteinaras sind im tropischen Regenwald der Niederungen, meist unterhalb von 600 m, gelegentlich auch in Höhen bis 1500 m zu finden. Sie bevorzugen den dichten tropischen Regenwald und besuchen kaum Gegenden mit offener Vegetation.

## Lebensweise
Die Nahrung besteht aus Samen, Nüssen, Früchten und Beeren aus den oberen Baumregionen.
Hauptnahrung sind zu 80 % die Früchte der Waldmandel (Dipteryx oleifera). Nur der Soldatenara hat mit seinem kräftigen Schnabel genügend Drehmoment, um die harte Schale dieser Mandel zu knacken. Selbst der Scharlachara, ein naher Verwandter des Soldatenaras, ist dazu nicht in der Lage. Sie leben in kleinen Gesellschaften oder Familien von maximal 5 bis 6 Individuen zusammen und sind sehr standorttreu. Erst nachdem die Nahrungsreserven eines Gebietes aufgebraucht sind, ziehen sie weiter. Oft arbeiten sie mit Kundschaftern, die vorausfliegen und nahrungsreiche Gebiete suchen. Die Brutsaison beginnt in den südlicheren Teilen des Verbreitungsgebietes etwa im Dezember, einige Wochen später dann in den nördlicheren Gegenden. Das Gelege besteht aus bis zu 3 Eiern. Die Jungen sind nach etwa 100 Tagen flügge und sind nach 7 Jahren fortpflanzungsfähig.

## Gefährdung
Bis vor einiger Zeit waren diese Aras auf beiden Seiten des Panamakanals relativ häufig, sind aber dort jetzt aufgrund der Zerstörung ihrer Umwelt durch den Menschen verschwunden. Spezielle Berichte zu Erhaltungsprogrammen des Ara ambiguus in Panama und Ecuador sind auf den Seiten des World Parrot Trust zu finden. Die International Union for Conservation of Nature and Natural Resources (IUCN) stuft die Art als vom Aussterben bedroht (Critically Endangered, CR) ein.
Ein in Costa Rica im Jahr 2021 vom MACAW RECOVERY NETWORK durchgeführter Zensus kam auf 340 wild lebende Exemplare. In einer anderen Quelle wird der dort lebenden Population eine hohe genetische Vielfalt bescheinigt, was ebenso für Individuen in dortigen Aufzuchtstationen der Fall ist.